# Kasseistrook van Camphin-en-Pévèle
De kasseistrook van Camphin-en-Pévèle (Frans: Secteur pavé de Camphin-en-Pévèle) is een kasseistrook uit de wielerwedstrijd Parijs-Roubaix, gelegen in de Franse gemeente Camphin-en-Pévèle.
De strook is in totaal 1800 meter lang. Ze bevindt zich in de finale van de wedstrijd en is als 4-sterrenstrook een van de zwaardere stroken.
De kasseistrook begint in het zuidoosten van de gemeente aan de invalsweg D93. Het begin van de strook volgt de Rue de la Justice en wordt ook wel "Pavé de la Justice" genoemd. Die straat volgt hier een stuk van het tracé van de oude Romeinse weg van Doornik naar Stegers. Na een kilometer verlaat men deze weg en slaat men rechtsaf, om in noordelijke richting naar het centrum van Camphin-en-Pévèle te trekken. De kasseistrook eindigt net voor het centrum. Ruim een halve kilometer verder begint de kasseistrook van de Carrefour de l'Arbre.

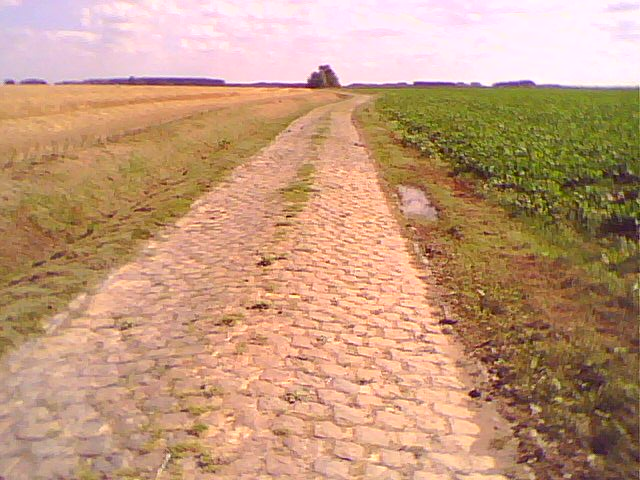
Kasseistrook
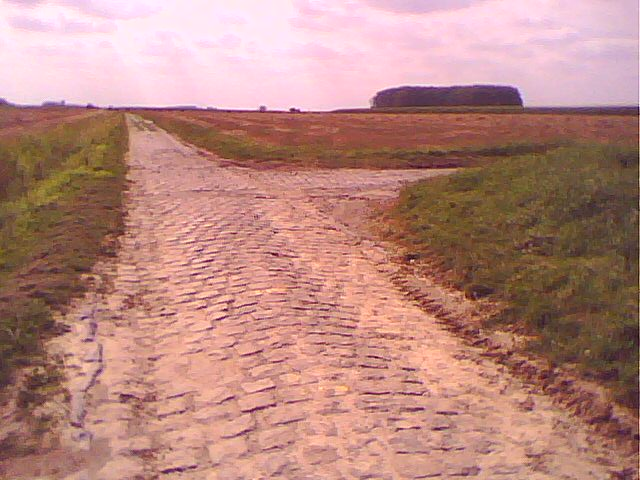
Kasseistrook
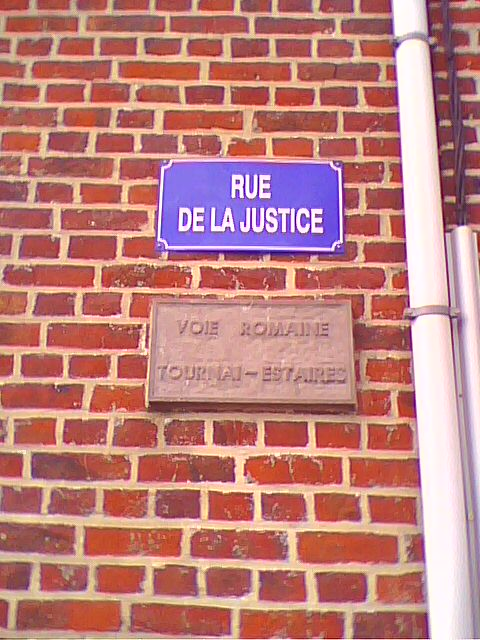
Begin van de strook: straatnaam en bord van de Romeinse weg

27: Troisvilles à Inchy · 
26: Viesly à Quiévy · 
25: Quiévy à Saint-Python · 
24: Saint-Python · 
23: Vertain à Saint-Martin-sur-Écaillon · 
22: Capelle-sur-Écaillon à Ruesnes · 
21: Aulnoy-lez-Valenciennes - Famars · 
20: Famars à Quérénaing · 
19: Quérénaing à Maing · 
18: Maing à Monchaux-sur-Écaillon · 
17: Haveluy à Wallers · 
16: Bos van Wallers-Arenberg · 
15: Millonfosse à Bousignies · 
14: Brillon à Tilloy-lez-Marchiennes · 
14: Tilloy à Sars-et-Rosières · 
13: Beuvry-la-Forêt à Orchies · 
12: Orchies · 
11: Auchy-lez-Orchies à Bersée · 
11: Mons-en-Pévèle · 
10: Mérignies à Avelin · 
9: Pont-Thibaut à Ennevelin · 
8: Templeuve - L'Épinette · 
8: Templeuve – Moulin-de-Vertain · 
7: Cysoing à Bourghelles · 
6: Bourghelles à Wannehain · 
5: Camphin-en-Pévèle · 
4: Carrefour de l'Arbre · 
3: Gruson · 
2: Willems à Hem · 
1: Roubaix